# Ludwig Friedrich Karl Berg
Ludwig Friedrich Karl Berg (* 7. Dezember 1874 in Saarbrücken; † 6. Januar 1939) war ein deutscher katholischer Geistlicher.

## Leben
Ab 1894 studierte er Theologie in Bonn. Nach der Priesterweihe 1898 war er Kaplan im Dekanat Eschweiler bei Aachen. Er wurde 1902 Religionslehrer in Aachen und 1904 Oberlehrer. 1906 legte er das Pfarrexamen ab. Von 1907 bis 1927 war er Präses der Kongregation der Hausangestellten. Nach der Promotion 1909 zum Dr. theol. in Freiburg im Breisgau wurde er 1914 Feldgeistlicher und 1915 Feldgeistlicher des Großen Hauptquartiers. 1919 trat in den Schuldienst in Aachen. Von 1924 bis 1927 war er russischer Emigrantenseelsorger. Von 1934 bis 1935 war er Mitarbeit an der Katholischen Korrespondenz. 1935 trat er in den Ruhestand. 1938 wurde er Rektor der Kapelle des Mägdehauses Marienheim in Aachen.

## Schriften (Auswahl)
- Gero Erzbischof von Köln 969–976. Mit einem Exkurs. Versuch, die Echtheit des Gladbacher Klostergründungsgeschichte Mikrologos aplastos zu beweisen. Freiburg im Breisgau 1913, OCLC 906580268.
- Die katholische Heidenmission als Kulturträger. Band 3. IX. und X. Teil. Aachen 1925, OCLC 634035710.
- Novye religioznye Puti russkago ducha. Mainz 1926, OCLC 882715255.
- als Herausgeber: Ex oriente. Religiöse und philosophische Probleme des Ostens und des Westensm. Beiträge orthodoxer, unierter und katholischer Schriftsteller in russischer, französischer und deutscher Sprache. Mainz 1927, OCLC 481679944.